# Hild
Hild (”kamp, strid”) är en stridsgudinna i nordisk mytologi, som tillhör asarnas släkte. Hennes far heter Högne och var tidigare en kung i Mannheim (människornas värld).
Hild tillhör valkyriornas mäktiga systerskap. Valkyriorna råder över segern i strid och väljer ut de krigare som skall lida hjältedöden på slagfältet. Hild har till skillnad från de andra valkyriorna förmågan att hela en stupad kämpe.